# 普羅夫迪夫州
普羅夫迪夫州是保加利亞中部的一個州。面積5,973平方公里，2006年人口755,570人。州府普羅夫迪夫，下分为18个市镇。